# Aydoğmuş, Başçiftlik
Aydoğmuş là một xã thuộc huyện Başçiftlik, tỉnh Tokat, Thổ Nhĩ Kỳ. Dân số thời điểm năm 2011 là 51 người.